# Aponurus pacificus
Aponurus pacificus är en plattmaskart. Aponurus pacificus ingår i släktet Aponurus och familjen Hemiuridae. Inga underarter finns listade i Catalogue of Life.